# Пілішверешвар
Пілішверешвар (угор. Pilisvörösvár) — місто в центральній частині Угорщини, в медьє Пешт. Населення - 12 780 осіб (2001).

## Міста-побратими
- Герштеттен, Німеччина (1986)
- Гребенцель, Німеччина (1989)

## Галерея

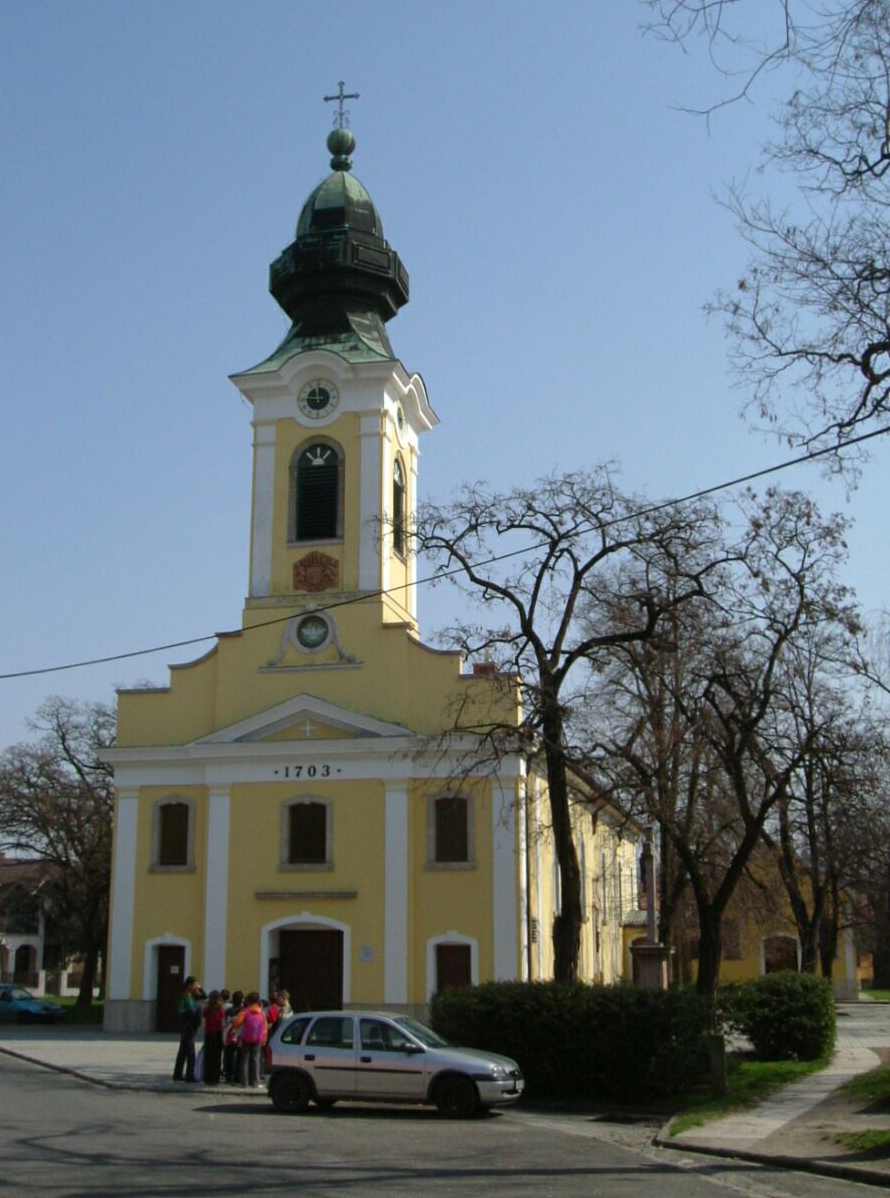
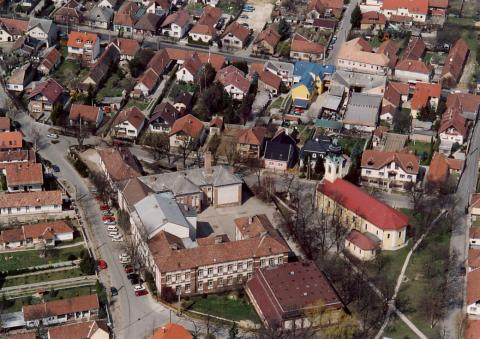